# Ljubljana je ljubljena
Ljubljana je ljubljena je slovenski romantična vojna drama iz leta 2005 v režiji in po scenariju Matjaža Klopčiča. Film prikazuje odraščanje dečka Otona v Ljubljani od leta 1934, ko je bil ubit kralj Aleksander I. Karađorđević, prek italijanske in nemške okupacije mesta, do konca druge svetovne vojne in prihoda komunizma.

## Igralci
- Ivo Ban kot Kralj
- Polde Bibič kot Martin Krpan
- Toni Cahunek kot Tiskarski vajenec
- Barbara Cerar kot Sonja
- Slavko Cerjak kot oče
- Nataša Barbara Gračner kot Anita
- Kristijan Guček kot Oton
- Iva Krajnc kot Marjana
- Ivanka Mežan kot Shirley
- Vanja Plut kot cipa
- Zala Linea Rutar kot dekle
- Igor Samobor kot Giorgio
- Maja Gal Štromar kot Slavka
- Mirjam Korbar Žlajpah kot mati
- Uroš Fürst kot Ernest Eypper
- Dare Valič kot župan Ivan Hribar